# Baen Books
Baen Books este o editură americană de literatură științifico-fantastică și literatură fantastică. În științifico-fantastic, a publicat numeroase volume de space opera, hard science fiction și științifico-fantastic militar. Compania a fost înființată în 1983 de redactorul science-fiction  Jim Baen. După moartea sa în 2006, a fost succedat de redactorul de lungă durată Toni Weisskopf.

## Istorie
Baen Books a fost fondată în 1983 printr-un acord negociat între Jim Baen și Simon & Schuster. Simon & Schuster se afla într-un proces de reorganizare masivă și a dorit să-l angajeze pe Baen să conducă și să revitalizeze linia de science fiction a diviziei sale Pocket Books. Baen, cu sprijinul financiar al unor prieteni, a venit cu o propunere de a înființa o nouă companie numită Baen Books și de a oferi editurii Simon & Schuster o linie de cărți științifico-fantastice de distribuit.
Conform rezumatului cărții Locus din 2004, Baen Books a fost a noua cea mai activă editură din SUA în ceea ce privește majoritatea cărților publicate în genurile indicate, și a cincea cea mai activă editură dintre cele dedicate volumelor science fiction, publicând un total de 67 titluri (din care 40 au fost titluri originale). În 2005, Baen a fost pe poziția a opta după totalul cărților publicate cu 72 de cărți publicate (din care 40 erau titluri originale).

## Autori și lucrări

### Autori
Autori publicați de editura Baen (selecție):
- Poul Anderson
- Catherine Asaro
- Robert Asprin
- Robert Buettner
- Lois McMaster Bujold
- Paul Chafe
- C. J. Cherryh
- L. Sprague de Camp
- Larry Correia
- Andrew Dennis
- Virginia DeMarce
- Ann Downer
- David Drake
- Eric Flint
- Esther Friesner
- Dave Freer
- Robert A. Heinlein
- P. C. Hodgell
- James P. Hogan
- Sarah A. Hoyt
- Tom Kratman
- Mercedes Lackey
- Sharon Lee și Steve Miller
- Holly Lisle
- Larry Niven
- Andre Norton
- Jody Lynn Nye
- Jerry Pournelle
- John Ringo
- Spider Robinson
- Joel Rosenberg
- Charles Sheffield
- S. M. Stirling
- Travis S. Taylor
- Brad R. Torgersen
- Harry Turtledove
- Mark L. Van Name
- David Weber
- K. D. Wentworth
- Steve White
- Michael Z. Williamson
- Timothy Zahn

### Serii
Serii publicate de editura Baen (selecție):
- 1632 / Ring of Fire
- The Bard's Tale
- Belisarius
- Bolo
- Chicks in Chainmail
- Freehold War
- Heroes in Hell
- Honorverse (Honor Harrington)
- Legacy of the Aldenata
- Liaden universe
- The Man-Kzin Wars
- March Upcountry Series
- Raj Whitehall
- Vorkosigan Saga
- War Between the Provinces
- Wing Commander

## Legături externe
- http://www.baen.com/ Site-ul oficial
- Baen Books la isfdb.org

## Vezi și
- Del Rey Books
- Pocket Books‎
- Listă de edituri de literatură științifico-fantastică
- Listă de edituri de literatură fantastică
- 1983 în științifico-fantastic